# Liste der Bodendenkmale in Belau
In der Liste der Bodendenkmale in Belau sind die Bodendenkmale der Gemeinde Belau nach dem Stand der Bodendenkmalliste des Archäologischen Landesamts Schleswig-Holstein von 2016 aufgelistet. Die Baudenkmale sind in der Liste der Kulturdenkmale in Belau aufgeführt.
| Denkmal-ID           | Befundart           | Bezeichnung                        | Zeitstellung                            | Lage | Bemerkungen                                 | Bild |
| -------------------- | ------------------- | ---------------------------------- | --------------------------------------- | ---- | ------------------------------------------- | ---- |
| aKD-ALSH-Nr. 002 520 | Grabmal > Grabhügel | Grabhügel                          | Vor- und/oder Frühgeschichte            |      |                                             |      |
| aKD-ALSH-Nr. 002 521 | Grabmal > Grabhügel | Grabhügel                          | Vor- und/oder Frühgeschichte            |      | evtl. identisch mit dem Großsteingrab Belau |      |
| aKD-ALSH-Nr. 002 522 | Befestigung > Wall  | Landwehr/Wall/Schanze/Panzergraben | Frühgeschichte, Neuzeit, Zeitgeschichte |      |                                             |      |
| aKD-ALSH-Nr. 002 523 | Befestigung > Burg  | Burg/Motte/Ringwall/Turmhügel      | Mittelalter                             |      |                                             |      |
| aKD-ALSH-Nr. 002 524 | Grabmal > Grabhügel | Grabhügel                          | Vor- und/oder Frühgeschichte            |      |                                             |      |
| aKD-ALSH-Nr. 002 525 | Grabmal > Grabhügel | Grabhügel                          | Vor- und/oder Frühgeschichte            |      |                                             |      |
| aKD-ALSH-Nr. 002 526 | Grabmal > Grabhügel | Grabhügel                          | Vor- und/oder Frühgeschichte            |      |                                             |      |